# Cementerio de Zhalan
El Cementerio de Zhalan (chino: 栅栏 墓地; pinyin: ténggōng zhàlan) es un antiguo cementerio jesuita en Beijing. Inicialmente se estableció a finales de la dinastía Ming para el entierro de Matteo Ricci. La configuración actual es una restauración utilizando lápidas originales talladas, luego de múltiples episodios de profanación y agitación durante la Rebelión de los Bóxers, la década de 1950 y la Revolución Cultural.
Ricci había deseado ser enterrado en Beijing, como un raro honor para un extranjero no chino y un reconocimiento del estatus de la Iglesia Católica en el Imperio. Tras su muerte el 11 de mayo de 1610, el Emperador Wanli permitió que Diego de Pantoja creara un cementerio. La decisión imperial se implementó en un lote que había sido confiscado recientemente a un eunuco deshonrado, fuera de la puerta Fuchengmen de las fortificaciones de la ciudad de Beijing. Se celebró una ceremonia fúnebre el 22 de abril de 1611, con una procesión que partió de las instalaciones de los jesuitas donde ahora se encuentra la Catedral de la Inmaculada Concepción. El ataúd de Ricci permaneció en la capilla del cementerio durante varios meses hasta que finalmente fue enterrado en noviembre de 1611.
Otros jesuitas fueron enterrados en el suelo en los años siguientes. En 1654, Johann Adam Schall von Bell obtuvo del Emperador Shunzhi la autorización para ampliar el cementerio. El propio Shall von Bell fue enterrado allí en 1666.